# Cacocratie
Le terme cacocratie ou kakistocratie incarne le pouvoir des plus mauvais ou tout simplement un mauvais gouvernement. Il est souvent employé comme image plutôt que comme titre officiel, étant donné sa connotation péjorative ; son utilisation semble donc très subjective.
Il peut également signifier le pouvoir du mal.
Il provient du grec ancien kakos (κακος), mauvais et mal (comme dans cacophonie), et kratos (κρατος), pouvoir.
Le soutien à la cacocratie peut être une forme de « politique du pire ». Porter au pouvoir les candidats les plus mauvais peut être un moyen de provoquer un contrecoup révolutionnaire qui permettra de renverser le système. Par exemple, en France, pendant la période révolutionnaire, on a soupçonné et même accusé certains muscadins, hébertistes et autres « exagérés » comme Berthold Proly d’avoir souhaité le plus mauvais gouvernement possible de façon à favoriser la restauration de la monarchie.

## Stupidocratie
Un régime politique peut être à la fois une stupidocratie et une cacocratie quand le pouvoir est aux mains de gens bêtes et méchants. Des gens bêtes mais pas méchants aux manettes d’une stupidocratie seront certainement mauvais, ce qui en fera quand même une cacocratie. Inversement, une cacocratie peut être aux mains de gens méchants, mais pas bêtes, ce qui peut lui assurer une certaine longévité[réf. nécessaire].

## L'hypothèse de Coluche
Il est possible qu’il y ait eu des partisans de la cacocratie parmi les 16 % d’électeurs prêts à soutenir la candidature de Coluche lors de la campagne pour l'élection présidentielle française de 1981, Coluche s’étant entre autres présenté comme « candidat nul » soutenu par Hara-Kiri, journal « bête et méchant ». Mais, pour la plupart, les motivations étaient toutes autres. Voir l’article concernant le film Coluche : L'Histoire d'un mec.